# Haemabasis pulchrifascia
Haemabasis pulchrifascia là một loài bướm đêm trong họ Noctuidae.